# Выдраница
Вы́драница (укр. Видраниця) — село в Забродовской сельской общине Ковельского района Волынской области Украины.
До 2020 года входило в Ратновский район.
Код КОАТУУ — 0724280801. Население по переписи 2001 года составляет 1553 человека. Почтовый индекс — 44152. Телефонный код — 3366. Занимает площадь 4,153 км².